# Me at the zoo
Me at the zoo je video nahrané 23. dubna 2005 na platformu YouTube jeho zakladatelem Jawedem Karimem. Jde o vůbec první video nahrané na platformu YouTube. Trvá celkem 19 sekund, přičemž jeho obsahem je záběr na Karima, který stojí v San Diego Zoo ve městě San Diego v Kalifornii. Ve videu Karim, natáčený svým kamarádem Yakovem Lapitskym, hovoří o slonech, kteří stojí ve výběhu za ním, a konstatuje, že mají velmi dlouhé choboty. Video bylo řadou novinářů označeno jako jedno z přelomových pro celou platformu YouTube.
Popisek nahraného videa byl Karimem opakovaně měněn, například v únoru 2025 byl popis videa Karimem změněn na text varující před nebezpečím mikroplastů v lidském mozku. K roku 2025 mělo video celkem 360 milionů zhlédnutí. Vedle toho, že jde o první video nahrané na YouTube, je také někdy označováno jako vůbec první vlog. V prosinci 2023 mělo po dobu asi dvou týdnů speciální náhledový obrázek podobný grafickému stylu používaném youtuberem MrBeastem.

## Pochybnosti o prvním videu
Podle diskuze uživatelů zabývajících se historií internetu by prvním videem v dějinách YouTubu mohlo být video COM TEST publikované stejnojmenným uživatelem 28. února 2005. Mělo by se jednat o krátké, několikasekundové video obsahující náhodné záběry a monotón obdobný tomu užívanému v televizním zkušebním obrazci a spolu s několika dalšími videy ze série se mělo jednat o zkušební videa tvůrců YouTubu, která měla sloužit jako zkouška kapacit a schopností přehrávače a platformy samotné. Informace k tomuto tématu na YouTube poprvé uveřejnil uživatel TheTekkitRealm ve svém videu "Me at the zoo" Wasn't the First YouTube video... („Já v zoo“ nebylo první YouTubové video) publikovaném 6. srpna 2020. V tomto videu bylo zmíněno i další video Jaweda Karima Philipsburg - Princess Juliana (TNCM/SXM), které publikoval 11. června 2005, krátce na to jej ale smazal. Výše zmiňovaná diskuze spolu s videem kanálu TheTekkitRealm a skutečností, že Jawedovo video z 11. června bylo smazáno, dávaly prostor otázce, kolik videí bylo publikováno a kým ještě před videem Me at the zoo, zdali Jawed před ním nevydal nějaké další videa a jestli neexistovalo nějaké video ještě před videem COM TEST. Jawed ovšem potvrdil, že před Me at the zoo žádná testovací videa zveřejněna nebyla. COM TEST je tedy s největší pravděpodobností smyšlený.

## Přepis Karimova monologu
Přesný přepis Karimova monologu ve videu v původním znění:
Alright, so here we are in front of the, uh, elephants, and the cool thing about these guys is that, is that they have really, really, really long, um, trunks, and that's, that's cool. And that's pretty much all there is to say.